# Lena Schwarz
Lena Schwarz (* 29. September 1976 in Stuttgart) ist eine deutsche Schauspielerin.

## Leben
Schwarz’ erste Station nach Abschluss ihres Schauspielstudium an der Otto-Falckenberg-Schule München waren die Münchner Kammerspiele. Dort trat sie in Prinz Friedrich von Homburg (Regie: Dieter Dorn) und in Ludwig II – die volle Wahrheit (Regie: Georg Ringsgwandl) auf. Ihr nächstes Engagement war am Schauspielhaus Bochum, dabei arbeitete sie u. a. mit den Regisseuren Dieter Dorn, Matthias Hartmann, Jürgen Kruse, Jürgen Gosch, Jan Bosse und Niklaus Helbling.
Von 2007 bis 2013 arbeitete sie als gastierend, u. a. am Düsseldorfer Schauspielhaus, Schauspielhaus Bochum und an den Münchner Kammerspielen, seit 2013 ist sie im Ensemble des Schauspielhauses Zürich.
2008 gewann sie den Förderpreis des Landes Nordrhein-Westfalen für junge Künstlerinnen und Künstler.

## Filmografie
- 2002: Der Narr und seine Frau heute Abend in Pancomedia
- 2008: Diese Nacht
- 2008: Weitertanzen
- 2020: Frieden (Labyrinth of peace)